# Leptochloa chinensis
Leptochloa chinensis là một loài thực vật có hoa trong họ Hòa thảo. Loài này được (L.) Nees mô tả khoa học đầu tiên năm 1824.